# ESO 137-10
Le groupe d'ESO 137-102 comprend au moins six galaxies situées dans les constellation du Triangle austral et de l'Autel. La distance moyenne entre ce groupe et la Voie lactée est d'environ 51,1 Mpc (∼167 millions d'al).

## Membres
Le tableau ci-dessous liste les six galaxies du groupe indiquées dans l'article de A.M. Garcia paru en 1993.
| Nom        | Constellation    | Class.        | Type                  | α (J2000.0)   | δ (J2000.0)  | Vitesse radiale (km/s) | m            | Distance (Mpc) | Diamètre (kal) |
| ---------- | ---------------- | ------------- | --------------------- | ------------- | ------------ | ---------------------- | ------------ | -------------- | -------------- |
| NGC 6156   | Triangle austral | SBc,          | Spirale barrée        | 16h 34m 52.5s | -60° 37′ 08″ | 3263 ± 6               | 11,5         | 49,1 ± 3,4     | 114            |
| ESO 137-8  | Triangle austral | S0-?          | Lenticulaire          | 16h 15m 46.1s | -60° 55′ 07″ | 3839 ± 38              | 10,04        | 57,9 ± 4,1     | 188            |
| ESO 137-10 | Triangle austral | (R')SAB(s)0-? | Lenticulaire          | 16h 15m 50.2s | -60° 48′ 11″ | 3378 ± 32              | 9,63         | 51,1 ± 3,6     | 236            |
| ESO 137-19 | Triangle austral | SAB(s)0^0?    | Lenticulaire          | 16h 21m 54.9s | -60° 40′ 09″ | 3249 ± 35              | 11,08        | 49,1 ± 3,5     | 139            |
| ESO 137-42 | Autel            | SAB(s)bc      | Spirale intermédiaire | 16h 47m 40.7s | -60° 08′ 56″ | 3265 ± 4               | 12,46 ± 0,09 | 49,0 ± 3,4     | 112            |
| ESO 137-45 | Autel            | SAB(s)bc      | Spirale intermédiaire | 16h 51m 02.7s | -60° 48′ 31″ | 3351 ± 32              | 11,26 ± 0,09 | 50,3 ± 3,6     | 79             |

Le site DeepskyLog permet de trouver aisément les constellations des galaxies mentionnées dans ce tableau ou si elles ne s'y trouvent pas, l'outil du site constellation permet de le faire à l'aide des coordonnées de la galaxie. Sauf indication contraire, les données proviennent du site NASA/IPAC.